# Luis Aguilar
Pour les articles homonymes, voir Aguilar.
Luis Aguilar Manzo (29 janvier 1918–24 octobre 1997) est un acteur et chanteur de ranchera mexicain de l'époque dorée du cinéma mexicain. Il est aussi connu comme El Gallo Giro et a été reconnu pour ses performances dans des films comme El 7 leguas (1955) et El látigo negro (1958).

## Biographie
Luis Aguilar est né à Hermosillo, de Sonora. 
Après des études militaires et un travail dans l'armée, à 21 ans, il quitte tout pour travailler dans le milieu de la pêche. C'est le réalisateur Raúl de Anda qui après l'avoir entendu chanter, le poussera à jouer au cinéma,. Il démarre ainsi sa carrière à 24 ans dans Soy puro mexicano (1942) et eu son premier rôle principal dans le film Sota, Caballo y Rey (1944). En 1948, il joue dans le film El Gallo giro d'Alberto Gout, film qui lui donnera son surnom.
Il enchaîne alors pendant plus de trente ans de nombreux films : rancheras, western et romance, aux côtés des plus grandes actrices de son époque comme María Antonieta Pons, Amanda del Llano, Sara García, María Luisa Zea, Katy Jurado et Miroslava Stern.
Sa carrière de chanteur est moins prolifique. Doté d'une riche voix de baryton, il chante essentiellement dans les films et dans des nightclubs au lieu de studio d'enregistrement.
A la fin des années soixante, le genre ranchera s'essouffle et l'acteur prenant de l'âge est de plus en plus relégué à des petits rôles. Il sombrera un temps dans l'alcool avant que sa carrière soit relancée avec des rôles dans des telenovelas.

### Vie privée
Il a eu deux filles d'un premier mariage dont il divorce en 1954. Il se remarie 3 ans plus tard et a un fils. Il est mort d'une crise cardiaque dans la nuit du 23 au 24 octobre 1997 durant son sommeil.

## Filmographie partielle

### Cinéma

#### Années 1940
- 1942 : Soy puro mexicano d'Emilio Fernández : non crédité
- 1944 : Sota, caballo y rey de Robert Quigley : Luis Aguilar
- 1945 : Caminos de sangre de Rolando Aguilar : Júlio González
- 1946 : La Reina del trópico de Raúl de Anda : Andrés Rosas
- 1946 : Guadalajara pues de Raúl de Anda : Pedro
- 1946  : Aquí está Juan Colorado de Rolando Aguilar : Capitán Carlos Álvarez
- 1947 : Yo maté a Rosita Alvírez de Raúl de Anda : Hipolito
- 1947 : Los Cristeros de Raúl de Anda : Felipe
- 1948 : El Muchacho alegre d'Alejandro Galindo : Luis Coronado
- 1948 : Charro a la fuerza de Miguel Morayta : Luis Coronado
- 1948 : El último chinaco de Raúl de Anda : Pedro Valdés, le chinaco
- 1948 : Una Aventura en la noche de Rolando Aguilar : Arturo Centella
- 1948 : El Gallo giro d'Alberto Gout : Juan Gutiérrez
- 1948 : Se la llevó el Remington de Chano Urueta : El Remington
- 1948 : La Norteña de mis amores de Chano Urueta
- 1949 : Comisario en turno de Raúl de Anda : chanteur
- 1949 : Tres hombres malos de Fernando Méndez : Luis
- 1949 : Arriba el norte d'Emilio Gómez Muriel : Abelardo Segurrola
- 1949 : Rondalla de Víctor Urruchúa : Antonio
- 1949 : El Charro del Cristo de René Cardona : Jesús Montes
- 1949 : Una Canción a la vírgen de René Cardona

#### Années 1950
- 1950 : Tú, solo tú de Miguel M. Delgado : Pablo
- 1950 : Dos gallos de pelea de Raúl de Anda : Pancho Peralta
- 1950 : Yo también soy de Jalisco de Julián Soler
- 1950 : Primero soy mexicano de Joaquín Pardavé : Docteur Rafael Fuentes
- 1951 : Capitán de rurales d'Alejandro Galindo : Capitán Felipe Garmendia
- 1951 : El Señor gobernador d'Ernesto Cortázar : Fortunato Pastrana
- 1951 : El Tigre enmascarado de Zacarías Gómez Urquiza : Luis Landa, El tigre enmascarado
- 1951 : A.T.M.: ¡¡A toda máquina!! d'Ismael Rodríguez : Luis Macías
- 1951 : Cuando tú me quieras d'Ernesto Cortázar : Luis
- 1951 : ¡¿Qué te ha dado esa mujer?! d'Ismael Rodríguez : Luis Macías Valadez
- 1952 : Cuatro noches contigo de Raúl de Anda : Luis Galán
- 1952 : Por qué peca la mujer de René Cardona : Marcelo
- 1952 : La Hija del ministro de Fernando Méndez : Enrique Murillo
- 1952 : Yo fui una callejera de Joselito Rodríguez : chanteur
- 1952 : Las Interesadas de Rogelio A. González : chanteur
- 1952 : Póker de ases de René Cardona : Luis
- 1952 : Víctimas del divorcio de Fernando A. Rivero : Luis Madrigal
- 1953 : Del rancho a la televisión d'Ismael Rodríguez : José Antonio Rivera
- 1953 : Sueños de gloria de Zacarías Gómez Urquiza : Luis de la Mora
- 1954 : Quatre nuits avec toi... (Con el diablo en el cuerpo) de Raúl de Anda : Lucio Marqués
- 1955 : Al diablo las mujeres de Miguel M. Delgado : Guillermo Torres
- 1955 : El 7 leguas de Raúl de Anda : Rodolfo, el Cancionero
- 1956 : Los bandidos de Río Frío de Rogelio A. González : Juan Robreño
- 1957 : Pancho López de René Cardona : Luis
- 1957 : Alma de acero de Miguel Morayta : Luciano Gallardo / Luis Gallardo
- 1957 : ¡Cielito Lindo! de Miguel M. Delgado : Pedro Ferreira
- 1957 : Los Tres bohemios de Miguel Morayta : Luis
- 1957 : El Jinete sin cabeza de Chano Urueta : El jinete
- 1958 : Locura musical de Rafael Portillo (en) : Chanteur
- 1958 : El Látigo negro de Vicente Oroná : El Látigo Negro
- 1958 : El Boxeador de Gilberto Gazcón : Chanteur
- 1958 : El Misterio del látigo negro de Vicente Oroná : El Látigo Negro
- 1958 : El Zorro escarlata en la venganza del ahorcado de Rafael Baledón : El Zorro Escarlata
- 1959 : Tan bueno el giro como el colorado de Jaime Salvador : Luis Aguilar 'El Gallo Giro'
- 1959 : El regreso del monstruo de Joselito Rodríguez : Luis, alias El Zorro Escarlata
- 1959 : El Zorro escarlata en diligencia fantasma de Rafael Baledón : Alfonso Rodríguez; Zorro escarlata

#### Années 1960
- 1960 : La Máscara de hierro d'Alberto Mariscal et Joselito Rodríguez : El zapatero / El Ranchero Solitario
- 1960 : La Calavera negra de Joselito Rodríguez : El Ranchero Solitario
- 1961 : La Diligencia de la muerte de Rogelio A. González : Lauro
- 1961 : Juana Gallo de Miguel Zacarías : Coronel Arturo Ceballos Rico
- 1962 : La Venganza de la sombra de Zacarías Gómez Urquiza : Luis Rodríguez
- 1962 : El Zorro Vengador de Zacarías Gómez Urquiza : El Zorro
- 1963 : El Mariachi canta de José Ortiz Ramos : Lucas
- 1963 : El hombre de papel d'Ismael Rodríguez
- 1964 : El Revólver sangriento de Miguel M. Delgado : Juan Chávez
- 1965 : Escuela para solteras de Miguel Zacarías : Luis Álvarez
- 1966 : El Fugitivo d'Emilio Gómez Muriel : Emiliano Leyva
- 1967 : El Silencioso d'Alberto Mariscal : Quirino Vega
- 1968 : El Caudillo d'Alberto Mariscal : Valentín
- 1969 : Duelo en El Dorado de René Cardona : Remigio Poveda

#### Années 1970 et après
- 1971 : La Chamuscada (Tierra y libertad) d'Alberto Mariscal : Coronel Pablo
- 1972 : El Ausente d'Arturo Martínez : Valente Rojas Sr.
- 1974 : Los Galleros de Jalisco d'Arturo Martínez : Don Matías
- 1986 : Casos de alarma de Benjamín Escamilla Espinosa : Don Jesús
- 1989 : Cargamento mortal d'Alfredo B. Crevenna : Capitaine
- 1990 : El último escape de Jorge Manrique : Frank
- 1990 : El Enviado de la muerte de Juan Nepomuceno Lopez : Docteur
- 1992 : Los Años de Greta d'Alberto Bojórquez : Pascual

### Télévision
- 1980 : Soledad : Avocat de la défense de Soledad
- 1986 : Muchachita : Gabriel (saison 1, épisodes 1 et 2)
- 1987 : Victoria : Gregorio (saison 1, épisodes 1 à 4)
- 1993 : Capricho : Don Jesús (saison 1, épisodes 1 à 3)
- 1995 : Bajo un mismo rostro : Padre Tomás (saison 1, épisodes 96 à 100)

## Distinctions

### Récompenses
- 1992 : Prix Ariel pour sa performance dans Los Años de Greta[3].
- 1997 : Premio Ariel de Oro pour l'ensemble de sa carrière[4].
- 1997 : Il laisse ses empreintes sur le Paseo de las Luminarias (l'équivalent du Walk of Fame d'Hollywood), situé à la Plaza de las Estrellas (es) à Mexico[4].